# Saint-Julien-sur-Bibost
Saint-Julien-sur-Bibost és un municipi francès situat al departament del Roine i a la regió d'Alvèrnia-Roine-Alps. L'any 2007 tenia 530 habitants.

## Demografia

### Població
El 2007 la població de fet de Saint-Julien-sur-Bibost era de 530 persones. Hi havia 204 famílies de les quals 60 eren unipersonals (28 homes vivint sols i 32 dones vivint soles), 72 parelles sense fills, 64 parelles amb fills i 8 famílies monoparentals amb fills.
La població ha evolucionat segons el següent gràfic:
Habitants censats

### Habitatges
El 2007 hi havia 263 habitatges, 219 eren l'habitatge principal de la família, 23 eren segones residències i 21 estaven desocupats. 221 eren cases i 38 eren apartaments. Dels 219 habitatges principals, 153 estaven ocupats pels seus propietaris, 54 estaven llogats i ocupats pels llogaters i 12 estaven cedits a títol gratuït; 3 tenien una cambra, 12 en tenien dues, 49 en tenien tres, 62 en tenien quatre i 93 en tenien cinc o més. 165 habitatges disposaven pel capbaix d'una plaça de pàrquing. A 91 habitatges hi havia un automòbil i a 106 n'hi havia dos o més.

### Piràmide de població
La piràmide de població per edats i sexe el 2009 era:
| Homes | Edats   | Dones |
| ----- | ------- | ----- |
| 0     | 95 o +  | 0     |
| 0     | 90 a 94 | 0     |
| 4     | 85 a 89 | 12    |
| 0     | 80 a 84 | 0     |
| 12    | 75 a 79 | 8     |
| 24    | 70 a 74 | 12    |
| 12    | 65 a 69 | 20    |
| 16    | 60 a 64 | 16    |
| 20    | 55 a 59 | 4     |
| 12    | 50 a 54 | 16    |
| 16    | 45 a 49 | 4     |
| 12    | 40 a 44 | 12    |
| 20    | 35 a 39 | 24    |
| 24    | 30 a 34 | 20    |
| 4     | 25 a 29 | 12    |
| 28    | 20 a 24 | 8     |
| 20    | 15 a 19 | 12    |
| 8     | 10 a 14 | 12    |
| 8     | 5 a 9   | 12    |
| 20    | 0 a 4   | 20    |

## Economia
El 2007 la població en edat de treballar era de 344 persones, 270 eren actives i 74 eren inactives. De les 270 persones actives 259 estaven ocupades (141 homes i 118 dones) i 11 estaven aturades (3 homes i 8 dones). De les 74 persones inactives 29 estaven jubilades, 26 estaven estudiant i 19 estaven classificades com a «altres inactius».

### Ingressos
El 2009 a Saint-Julien-sur-Bibost hi havia 215 unitats fiscals que integraven 531,5 persones, la mediana anual d'ingressos fiscals per persona era de 17.066 €.

### Activitats econòmiques
Dels 17 establiments que hi havia el 2007, 1 era d'una empresa alimentària, 1 d'una empresa de fabricació d'altres productes industrials, 6 d'empreses de construcció, 3 d'empreses de comerç i reparació d'automòbils, 2 d'empreses de transport, 1 d'una empresa d'hostatgeria i restauració, 2 d'empreses de serveis i 1 d'una entitat de l'administració pública.
Dels 7 establiments de servei als particulars que hi havia el 2009, 1 era un taller de reparació d'automòbils i de material agrícola, 2 paletes, 2 fusteries i 2 lampisteries.
Dels 2 establiments comercials que hi havia el 2009, 1 era una botiga de menys de 120 m² i 1 una fleca.
L'any 2000 a Saint-Julien-sur-Bibost hi havia 51 explotacions agrícoles que ocupaven un total de 660 hectàrees.

## Equipaments sanitaris i escolars
El 2009 hi havia una escola elemental.

## Poblacions més properes
El següent diagrama mostra les poblacions més properes.